# الألعاب البارا أمريكية 2019
الألعاب البارا أمريكية 2019 (بالإسبانية: Juegos Parapanamericanos de 2019)، والمعروفة رسميا باسم الألعاب البارا أمريكية السادسة وأيضا باسم ألعاب ليما 2019 البارا أمريكية، كانت حدثا رياضيا دوليا متعدد الألعاب خاص بالرياضيين ذوي الاحتياجات الخاصة. تُعد هذه النسخة السادسة في تاريخ الألعاب البارا أمريكية، وأُقيمت تحت إشراف اللجنة البارالمبية الأمريكية، وذلك خلال الفترة من 23 أغسطس إلى 1 سبتمبر 2019 في ليما، بيرو.

## ترشيحات الاستضافة

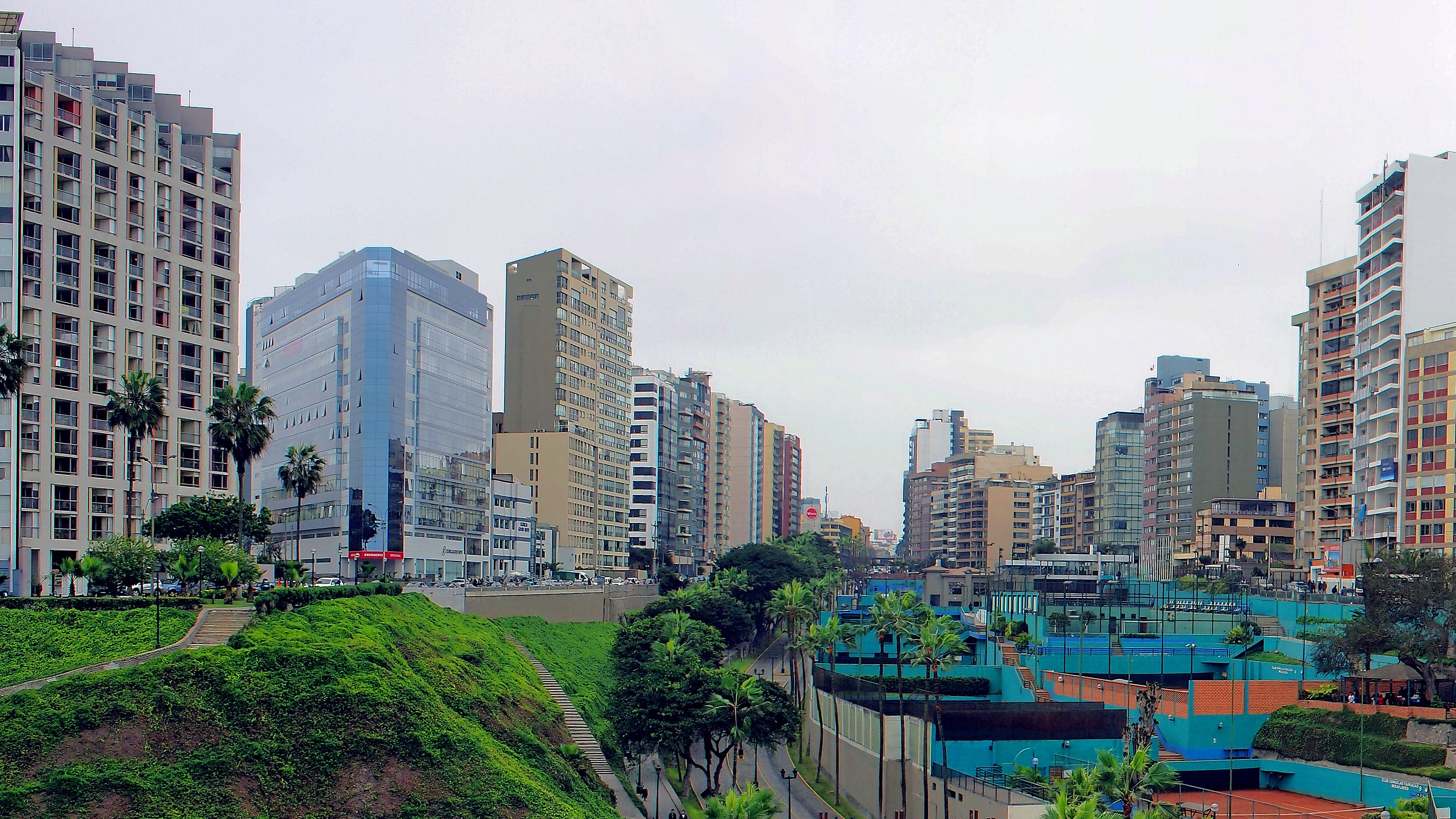
اختيرت ليما لاستضافة الألعاب البارا أمريكية 2019

تقدمت 4 مدن بملف ترشحها لاستضافة دورتي الألعاب الأمريكية والألعاب البارا أمريكية لسنة 2019، وقد أُعلن بشكل رسمي عن المدن المرشحة في 1 فبراير 2013. وكانت هذه المدن الأربعة هي ليما في بيرو، وسانتياغو في تشيلي، وسيوداد بوليفار في فنزويلا، ولا بونتا في الأرجنتين.
ترشحت ليما لاستضافة هذه الألعاب للمرة الثانية على التوالي بعد خسارتها أمام تورونتو في نسخة 2015. بينما ترشحت المدن الثلاث الأخرى للألعاب البارا أمريكية للمرة الأولى. أُعلن بشكل رسمي عن فوز ملف ترشح ليما في 11 أكتوبر 2013، بعد أن اجتمع أعضاء منظمة البان الأمريكية الرياضية في تورونتو في كندا لانتخاب المدينة المضيفة. اعتُبرت ليما المدينة الأكثر حظا للفوز بحق الاستضافة خلال كافة أطوار عملية الانتخاب.
| المدينة        | اللجنة الأولمبية الوطنية | الجولة الأولى |
| ليما           | بيرو                     | 31            |
| لا بونتا       | الأرجنتين                | 9             |
| سانتياغو       | تشيلي                    | 9             |
| سيوداد بوليفار | فنزويلا                  | 8             |

## التطوير والتحضير

### المنشآت الرياضية
أُقيمت المسابقات في مختلف مناطق ليما والمدن المجاورة لها، مع تركز معظمها في مجمعات فيدينا (مجمع في منطقة سان لويس)، والحديقة البان أمريكية (فيلا ماريا ديل تريونفو)، والقرية الرياضية في كاياو، ومجمع رياضي في كوستا فيردي.

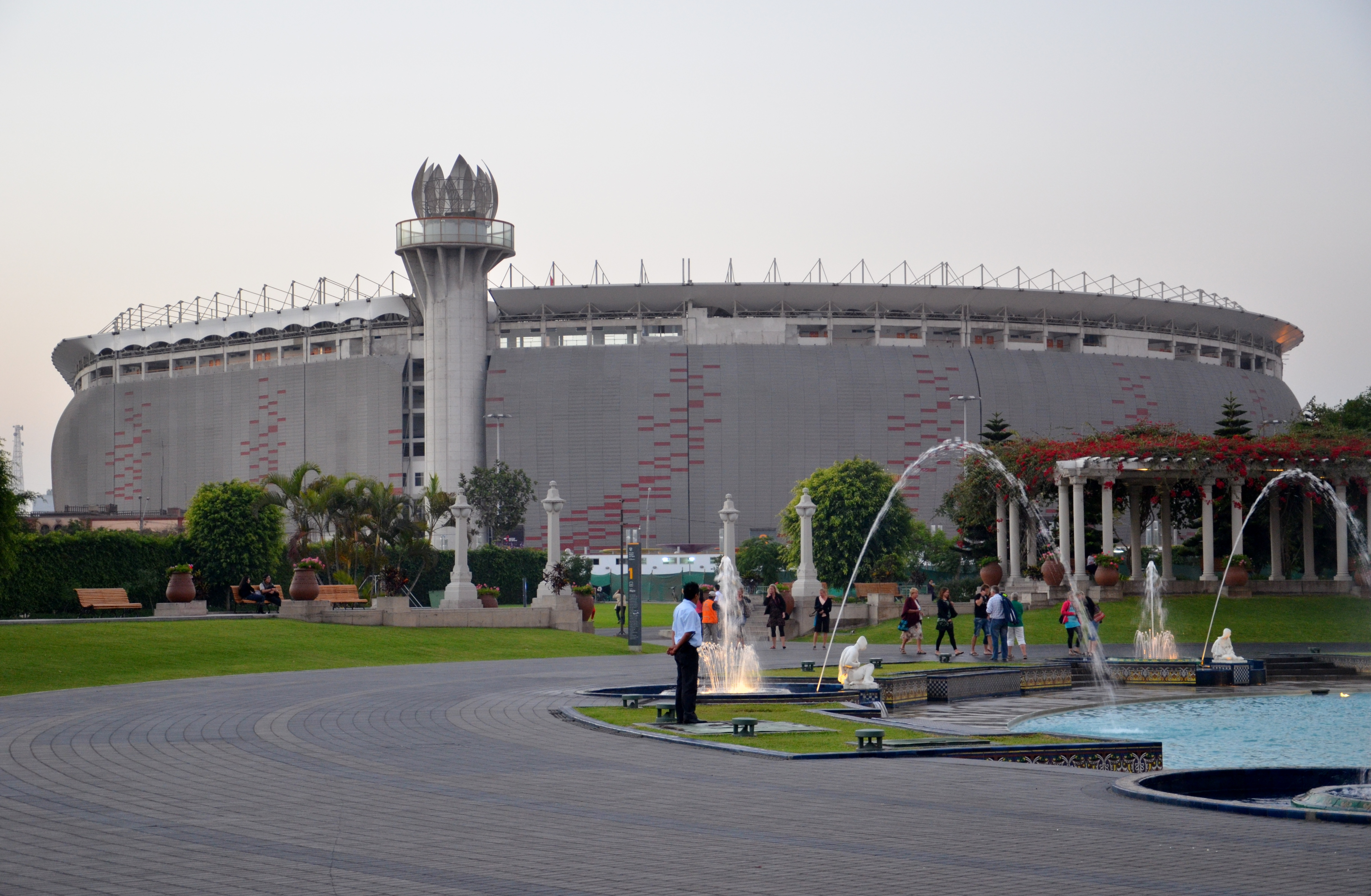
استضاف ملعب بيرو الوطني حفل الافتتاح

### التمويل
تقدر الميزانية الإجمالية لاستضافة هذه الألعاب بحوالي 1.2 مليار دولار أمريكي، منها 470 مليون دولار خُصصت لتهيئة البنية التحتية الرياضية، و180 مليون دولار لبناء القرية الرياضية، و430 مليون دولار أُنفقت على التنظيم، و106 مليون دولار لمصاريف أخرى.

### قرية الرياضيين
تم إيواء 2000 رياضي ومسؤول فريق في مجمع يضم 1700 وحدة في منطقة فيلا إل سلفادور.

### شعلة الألعاب
أُضيئت شعلة الألعاب في 20 أغسطس في منطقة باتشاكاماك بليما، وقامت بجولة لمدة 3 أيام داخل وسط المدينة في الفترة من 21 إلى 23 أغسطس 2019.

## الألعاب

### الحفلات
أقيم حفل افتتاح الألعاب في 23 أغسطس 2019 في ملعب بيرو الوطني بينما أقيم حفل الختام في 1 سبتمبر 2019 في ملعب فيدينا لألعاب القوى. حمل حفل الافتتاح عنوان "الارتقاء" وضم منصة مصممة على شكل طوطم، مكونة من ثلاث مسلات. أنتجته شركة باليتش وورلد وايد شوز الإيطالية وأخرجه المخرج هانسل سيريزا. حمل حفل الختام عنوان "الروح الإنسانية" وضم منصة بخلفية من فسيفساء وجوه المتطوعين. أنتجته شركة باليتش وورلد وايد شوز الإيطالية وأخرجه المخرج خوان كارلوس فيشر.

#### حفل الافتتاح
بدأ الحفل بعد تنازلي من 10 إلى 0 مع وصول رئيس بيرو مارتين فيزكارا ورئيس اللجنة البارالمبية للأمريكتين، خوليو سيزار أفيلا. رُفع علم بيرو بواسطة القوات المسلحة البيروية بينما عُزف نشيد بيرو الوطني.
تبع ذلك عرض تمهيدي بعنوان "الولادة" يرمز إلى التنوع البيولوجي وللحياة في بيرو. تبع العرض مباشرة موكب الأمم حيث سار كل فريق إلى الملعب، يتقدمهم شخص يرتدي زي الإيكيكو ويحمل لافتة بأسلوب الشيتشا عليها اسم البلد، بشكل مشابه لحفل افتتاح الألعاب البان أمريكية 2019. مشيا على التقليد، كان الوفد البيروفي آخر من دخل الملعب، بينما دخلت البلدان الأخرى بالترتيب الأبجدي الإسباني.
بعد ذلك بوقت قصير عُرضت ست عروض إبداعية أخرى تحمل العناوين التالية على التوالي: التكافل والمتاهة والفوضى والأمل والأفق والنصر. حكت المقاطع الستة قصة صبيين نشآ يساعدان بعضهما البعض بروح الصداقة ويُظهران للناس قدرتهما على التغلب على إعاقاتهما. مثل دور الصبيين كأطفال جيريمي أليخوس بيريز وبييرو غويديتشي مونتيس، بينما لعب دور الصبيين وهما كبيرين كل من ماركو أنطونيو موران وخوسيه خيسوس دياز كيسبي.
في المقطع البروتوكولي، ألقى رئيس اللجنة المنظمة لألعاب ليما 2019 كارلوس نيوهاوس ورئيس اللجنة البارالمبية الأمريكية خوليو دوسليير خطابيهما، قبل أن يعلن رئيس بيرو مارتين فيزكارا الانطلاقة الرسمية للألعاب. حُمل علم اللجنة البارالمبية الأمريكية إلى الملعب على يد رياضيين بيروفيين سابقين هم: إفراين سوتاكورو، وأليسيا فلوريس، وييني فارغاس، وخوانا هورتادو، وماريا تروخيو، وإسرائيل هيلاريو، وأوسكار نيرا وأوغوستو فاسكيز ورُفع العلم على أنغام النشيد البارالمبي بواسطة القوات المسلحة.
أما بخصوص شعلة الألعاب، فقد حُملت الشعلة البارا أمريكية إلى الملعب بواسطة البارالمبي البيروفي بومبيليو فالكوني، الذي شارك في ألعاب القوى في أثينا 2004، وبكين 2008 ولندن 2012. مرر الشعلة إلى لاعبة تنس الطاولة تيريزا تشيابو، التي سلمتها بدورها إلى السباح خوسي غونزاليز. سلم خوسي غونزاليز الشعلة إلى حامل الشعلة الأخير جيمي إيوليرت الحاصل على الميدالية الذهبية في أتلانتا 1996 وسيدني 2000، والذي أضاء مرجل شمس الإنكا على الطوطم. انتهى الحفل بحفل موسيقي للفرقة البيروية "باريتو" التي أدت أربع أغانٍ: كييرو أمانايثير (بالإسبانية: Quiero amanacer)، وسي ها مويرتو مي آبويلو (بالإسبانية: Se ha muerto mi abuelo)، ونو خويغيس كون إل ديابلو (بالإسبانية: No juegues con el diablo) وكارينيتو (بالإسبانية: Cariñito).

#### موكب الأمم
| الترتيب | الدولة                        | اسم الدولة بالإسبانية        | حامل العلم        | الرياضة              |
| ------- | ----------------------------- | ---------------------------- | ----------------- | -------------------- |
| 1       | الأرجنتين (ARG)               | Argentina                    | غوستافو فيرنانديز | تنس الكراسي المتحركة |
| 2       | أروبا (ARU)                   | Aruba                        | إليوت لونسترا     | التايكوندو           |
| 3       | باربادوس (BAR)                | Barbados                     | شون كوك           | ألعاب القوى          |
| 4       | برمودا (BER)                  | Bermuda                      | ستيف ويلسون       | البوتشيا             |
| 5       | البرازيل (BRA)                | Brasil                       | ليومون مورينو     | كرة الهدف            |
| 6       | كندا (CAN)                    | Canadá                       | ستيفاني تشان      | تنس الطاولة          |
| 7       | تشيلي (CHI)                   | Chile                        | ألبيرتو أبارزا    | السباحة              |
| 8       | كولومبيا (COL)                | Colombia                     | أليخاندروا بيريا  | سباق الدراجات        |
| 9       | كوستاريكا (CRC)               | Costa Rica                   | كاميلا هاص        | السباحة              |
| 10      | كوبا (CUB)                    | Cuba                         | أومارا دوران      | ألعاب القوى          |
| 11      | الإكوادور (ECU)               | Ecuador                      | داروين كاسترو     | ألعاب القوى          |
| 12      | السلفادور (ESA)               | El Salvador                  | هيربر أسيتيونو    | رفع الأثقال          |
| 13      | الولايات المتحدة (USA)        | Estados Unidos de América    | كاثرين هولواي     | الكرة الطائرة جلوساً  |
| 14      | غواتيمالا (GUA)               | Guatemala                    | راؤول أنغويانو    | الريشة الطائرة       |
| 15      | غيانا (GUY)                   | Guyana                       | غيبران سارفاراز   | تنس الطاولة          |
| 16      | هايتي (HAI)                   | Haití                        | لونيفي بيير       | ألعاب القوى          |
| 17      | هندوراس (HON)                 | Honduras                     | كارلوس فيلاسكيز   | ألعاب القوى          |
| 18      | جامايكا (JAM)                 | Jamaica                      | تشادويك كامبل     | ألعاب القوى          |
| 19      | المكسيك (MEX)                 | México                       | إدواردو أفيلا     | الجودو               |
| 20      | نيكاراغوا (NCA)               | Nicaragua                    | أكيرا لوبيز       | ألعاب القوى          |
| 21      | بنما (PAN)                    | Panamá                       | غيترودس أورتيغا   | ألعاب القوى          |
| 22      | باراغواي (PAR)                | Paraguay                     | ميليسا تيلنر      | ألعاب القوى          |
| 23      | بورتوريكو (PUR)               | Puerto Rico                  | خافيير هيرنانديز  | السباحة              |
| 24      | جمهورية الدومينيكان (DOM)     | República Dominicana         | خوسيه مانويل عبود | رفع الأثقال          |
| 25      | سانت فينسنت والغرينادين (VIN) | San Vicente y las Granadinas | جون جالديني       | السباحة              |
| 26      | سورينام (SUR)                 | Surinam                      | تشيفارو بيلفورت   | ألعاب القوى          |
| 27      | ترينيداد وتوباغو (TTO)        | Trinidad y Tobago            | نيوشيا كاين       | ألعاب القوى          |
| 28      | الأوروغواي (URU)              | Uruguay                      | كارميلو ميلان     | الرماية              |
| 29      | فنزويلا (VEN)                 | Venezuela                    | بيلكيس موتا       | السباحة              |
| 30      | بيرو (PER)                    | Perú                         | ليونور إيسبينوزا  | التايكوندو           |

#### حفل الختام
كانت كاتيا كوندوس وغونزالو توريس مقدما الحفل. استُلهمت مقاطع الحفل من القيم الأساسية للحركة البارالمبية الدولية وهي: الإلهام والعزم والشجاعة والمساواة، وضمت في الغالب عروض حفلات موسيقية ورقص لفنانين محليين. خلال الحفل، أدت فرقة لاغونا باي ثلاث أغان: "ليبيرتاد"، و"فاموس كون في" و"ريسيلينسيا"؛ أدت فرقة وي ذا ليون أربع أغان: "فاوند لاف"، و"أول ماي ديمونز"، و"سو فاين" و"وين لايف بيغان"؛ وأد الثنائي ديزيريه نونيز ديل برادو وخافيير موراليس معا رقصة "المارينيرا".
بعد إلقاء خطاب رئيس اللجنة المنظمة كارلوس نيوهاوس ورئيس اللجنة البارالمبية للأمريكتين خوليو سيزار أفيلا، أُعلن عن اختتام الألعاب من قبل رئيس اللجنة البارالمبية الأمريكية نفسه. من خلال رئيس اللجنة البارالمبية للأمريكتين، خوليو سيزار أفيلا، سلم نائب عمدة مدينة ليما ميغيل أوخينيو روميرو سوتيلو علم اللجنة البارالمبية الأمريكية إلى وكيل وزارة الرياضة في تشيلي، أندريس أوتيرو كلاين للألعاب البارا أمريكية القادمة في 2023. عندما رُفع علم تشيلي بواسطة أفراد القوات المسلحة، عُزف نشيد تشيلي الوطني بواسطة المغنية التشيلية البالغة من العمر 14 عاما والمصابة بالشلل الدماغي إيسيدورا غوزمان، مصحوبا بعرض مقاطع فيديو للمناظر الطبيعية للبلاد. أدت الفرقة التشيلية لوس خايفاس عدة أغان تُمثل التراث التشيلي على خشبة المسرح. عندما أدت المغنية البيروفية إيفا آيلون أغنية "كانسيون كون تودوس" على المسرح، أُطفئت الشعلة البارالمبية التي كانت بجانب المسرح. اختُتم الحفل بعرض موسيقي لفرقة هيرمانوس يايبين، والتي أدت خمس أغانٍ: "ميكس دي لويس ميغيل"، و"إل تيكي تاكا"، و"آل يورار آ أوترا بارتي"، و"ميكس دي خوان غابرييل" و"كي ليفانتي لا مانو".

### اللجان البارالمبية الوطنية المشاركة
شاركت 30 لجنة بارالمبية وطنية في الألعاب بما في ذلك غيانا وسانت فينسنت والغرينادين التي تُشارك لأول مرة في الألعاب. عادت باراغواي للمشاركة بعد آخر مشاركة لها في نسخة 2007، بينما غابت جزر العذراء التي شاركت آخر مرة في نسخة 2015.
| اللجان البارالمبية الوطنية المشاركة |
| --- |
| - الأرجنتين (213) - أروبا (1) - باربادوس (1) - برمودا (4) - البرازيل (325) - كندا (145) - تشيلي (87) - كولومبيا (183) - كوستاريكا (39) - كوبا (48) - جمهورية الدومينيكان (19) - الإكوادور (28) - السلفادور (16) - غواتيمالا (19) - غيانا (2) - هايتي (2) - هندوراس (5) - جامايكا (9) - المكسيك (186) - نيكاراغوا (5) - بنما (14) - باراغواي (3) - بيرو (138) (المضيف) - بورتوريكو (22) - سانت فينسنت والغرينادين (1) - سورينام (1) - ترينيداد وتوباغو (5) - الولايات المتحدة (259) - الأوروغواي (5) - فنزويلا (93) |

#### المشاركون
فيما يلي قائمة بعدد المشاركين في هذه الألعاب بالنسبة لكل لجنة بارالمبية وطنية.
| IPC | البلد                   | الرياضيين |
| --- | ----------------------- | --------- |
| BRA | البرازيل                | 325       |
| USA | الولايات المتحدة        | 259       |
| ARG | الأرجنتين               | 213       |
| MEX | المكسيك                 | 186       |
| COL | كولومبيا                | 183       |
| CAN | كندا                    | 145       |
| PER | بيرو                    | 138       |
| VEN | فنزويلا                 | 93        |
| CHI | تشيلي                   | 87        |
| CUB | كوبا                    | 48        |
| CRC | كوستاريكا               | 39        |
| ECU | الإكوادور               | 28        |
| PUR | بورتوريكو               | 22        |
| DOM | جمهورية الدومينيكان     | 19        |
| GUA | غواتيمالا               | 19        |
| ESA | السلفادور               | 16        |
| PAN | بنما                    | 14        |
| JAM | جامايكا                 | 9         |
| HON | هندوراس                 | 5         |
| NCA | نيكاراغوا               | 5         |
| TRI | ترينيداد وتوباغو        | 5         |
| URU | الأوروغواي              | 5         |
| BER | برمودا                  | 4         |
| PAR | باراغواي                | 3         |
| GUY | غيانا                   | 2         |
| HAI | هايتي                   | 2         |
| ARU | أروبا                   | 1         |
| BAR | باربادوس                | 1         |
| SUR | سورينام                 | 1         |
| VIN | سانت فينسنت والغرينادين | 1         |

### الرياضات
أُقيمت مسابقات في 17 رياضة خلال الألعاب البارا أمريكية 2019. قُسمت منافسات سباق الدراجات إلى سباقات في الطريق وسباقات في المضمار. استمرت المسابقات الجماعية كرة الهدف والكرة الطائرة بوضعية الجلوس وكرة السلة على الكراسي المتحركة كمسابقات منفصلة بين الرجال والنساء، أما مسابقة الرجبي على الكراسي المتحركة فقد كانت مسابقة مختلطة، بينما كانت كرة القدم للمكفوفين وكرة القدم لذوي الشلل الدماغي مفتوحة أمام الرياضيين الذكور فقط. أُدرجت رياضات الريشة الطائرة والتايكوندو والرماية البارالمبية لأول مرة في جدول مسابقات البطولة. سبع من الرياضات في هذه البطولة تُعد بطولات تأهيلية لدورة الألعاب البارالمبية الصيفية 2020.
- ألعاب القوى (119) (تفاصيل)
- الريشة الطائرة (8) (تفاصيل)
- البوتشيا (7) (تفاصيل)
- سباق الدراجات (تفاصيل)
  -  الطريق (13)
  -  المضمار (10)
- كرة القدم للمكفوفين (1) (تفاصيل)
- كرة القدم لذوي الشلل الدماغي (1) (تفاصيل)
- كرة الهدف (2) (تفاصيل)
- جودو (10) (تفاصيل)
- رفع الأثقال (15) (تفاصيل)
- الرماية (8) (تفاصيل)
- الكرة الطائرة بوضعية الجلوس (2) (تفاصيل)
- السباحة (140) (تفاصيل)
- تنس الطاولة (20) (تفاصيل)
- تايكوندو (6) (تفاصيل)
- كرة السلة على الكراسي المتحركة (2) (تفاصيل)
- الرجبي على الكراسي المتحركة (1) (تفاصيل)
- كرة مضرب الكراسي المتحركة (5) (تفاصيل)

### الجدولة
| حا | حفل الافتتاح | ● | منافسات الفعاليات | 1 | فعاليات الميداليات الذهبية | حخ | حفل الختام |

| أغسطس/سبتمبر                   | أغسطس/سبتمبر                   | 22 خميس | 23 جمعة | 24 سبت | 25 أحد | 26 اثنين | 27 ثلاثاء | 28 أربعاء | 29 خميس | 30 جمعة | 31 سبت | 1 أحد | المسابقات |
| ------------------------------ | ------------------------------ | ------- | ------- | ------ | ------ | -------- | --------- | --------- | ------- | ------- | ------ | ----- | --------- |
| الحفلات                        | الحفلات                        |         | حا      |        |        |          |           |           |         |         |        | حخ    | —         |
| ألعاب القوى                    | ألعاب القوى                    |         |         | 22     | 27     | 25       | 21        | 24        |         |         |        |       | 119       |
| الريشة الطائرة                 | الريشة الطائرة                 |         |         |        |        |          |           |           | ●       | ●       | 5      | 3     | 8         |
| البوتشيا                       | البوتشيا                       |         |         |        |        |          |           |           | ●       | ●       | 4      | 3     | 7         |
| سباق الدراجات                  | سباق الطريق                    |         |         |        |        |          |           |           |         | 5       |        | 8     | 13        |
| سباق الدراجات                  | سباق المضمار                   |         |         |        |        | 4        | 6         |           |         |         |        |       | 10        |
| كرة القدم للمكفوفين            | كرة القدم للمكفوفين            |         |         | ●      | ●      | ●        |           | ●         | ●       | 1       |        |       | 1         |
| كرة القدم لذوي الشلل الدماغي   | كرة القدم لذوي الشلل الدماغي   |         |         | ●      | ●      | ●        |           | ●         | ●       |         | 1      |       | 1         |
| كرة الهدف                      | كرة الهدف                      |         |         |        | ●      | ●        | ●         | ●         | ●       | ●       | 2      |       | 2         |
| الجودو                         | الجودو                         |         |         | 5      | 5      |          |           |           |         |         |        |       | 10        |
| رفع الأثقال                    | رفع الأثقال                    |         |         |        |        |          |           |           | 5       | 5       | 5      |       | 15        |
| الرماية                        | الرماية                        |         |         | 2      | 2      | 2        | 2         |           |         |         |        |       | 8         |
| الكرة الطائرة جلوساً            | الكرة الطائرة جلوساً            |         | ●       | ●      | ●      | ●        | ●         | 2         |         |         |        |       | 2         |
| السباحة                        | السباحة                        |         |         |        | 19     | 22       | 19        | 19        | 19      | 19      | 23     |       | 140       |
| تنس الطاولة                    | تنس الطاولة                    | ●       | 1       | 14     | ●      | ●        | 5         |           |         |         |        |       | 20        |
| التايكوندو                     | التايكوندو                     |         |         |        |        |          |           |           |         | 3       | 3      |       | 6         |
| كرة السلة على الكراسي المتحركة | كرة السلة على الكراسي المتحركة |         |         | ●      | ●      | ●        | ●         | ●         | ●       | 1       | 1      |       | 2         |
| الرجبي على الكراسي المتحركة    | الرجبي على الكراسي المتحركة    |         | ●       | ●      | ●      | ●        | 1         |           |         |         |        |       | 1         |
| تنس الكراسي المتحركة           | تنس الكراسي المتحركة           |         |         | ●      | ●      | ●        | ●         | ●         | 2       | 3       |        |       | 5         |
| فعاليات الميداليات اليومية     | فعاليات الميداليات اليومية     |         | 1       | 43     | 53     | 53       | 54        | 45        | 26      | 38      | 43     | 14    | 370       |
| المجموع التراكمي               | المجموع التراكمي               |         | 1       | 44     | 97     | 150      | 204       | 249       | 275     | 313     | 356    | 370   | 370       |
| أغسطس/سبتمبر                   | أغسطس/سبتمبر                   | 22 خميس | 23 جمعة | 24 سبت | 25 أحد | 26 اثنين | 27 ثلاثاء | 28 أربعاء | 29 خميس | 30 جمعة | 31 سبت | 1 أحد | المسابقات |

## جدول الميداليات
فيما يلي الحصيلة النهائية للميداليات خلال هذه الدورة:
  *   البلد المضيف ( بيرو)
| المرتبة | NPC                       | ذهبية | فضية | برونزية | المجموع |
| ------- | ------------------------- | ----- | ---- | ------- | ------- |
| 1       | البرازيل (BRA)            | 123   | 99   | 85      | 307     |
| 2       | الولايات المتحدة (USA)    | 58    | 62   | 65      | 185     |
| 3       | المكسيك (MEX)             | 55    | 58   | 45      | 158     |
| 4       | كولومبيا (COL)            | 47    | 36   | 50      | 133     |
| 5       | الأرجنتين (ARG)           | 27    | 37   | 43      | 107     |
| 6       | كندا (CAN)                | 17    | 21   | 22      | 60      |
| 7       | كوبا (CUB)                | 13    | 10   | 16      | 39      |
| 8       | تشيلي (CHI)               | 10    | 12   | 11      | 33      |
| 9       | الإكوادور (ECU)           | 5     | 6    | 5       | 16      |
| 10      | بيرو (PER)*               | 5     | 3    | 7       | 15      |
| 11      | فنزويلا (VEN)             | 2     | 10   | 21      | 33      |
| 12      | ترينيداد وتوباغو (TTO)    | 2     | 1    | 1       | 4       |
| 13      | برمودا (BER)              | 2     | 1    | 0       | 3       |
| 14      | الأوروغواي (URU)          | 1     | 0    | 1       | 2       |
| 15      | السلفادور (ESA)           | 1     | 0    | 0       | 1       |
| 15      | غواتيمالا (GUA)           | 1     | 0    | 0       | 1       |
| 17      | جمهورية الدومينيكان (DOM) | 0     | 4    | 1       | 5       |
| 18      | كوستاريكا (CRC)           | 0     | 3    | 1       | 4       |
| 19      | بورتوريكو (PUR)           | 0     | 3    | 0       | 3       |
| 20      | جامايكا (JAM)             | 0     | 2    | 2       | 4       |
| 21      | بنما (PAN)                | 0     | 1    | 1       | 2       |
| المجموع | المجموع                   | 369   | 369  | 377     | 1115    |

## أنظر أيضا
- دورة الألعاب الأمريكية 2019

## وصلات خارجية
- الموقع الرسمي
 (نسخة محفوظة mdy, على موقع واي باك مشين.)
- الجدولة والنتائج
- صفحة الألعاب على الموقع الرسمي للجنة البارالمبية الدولية

| سبقه تورنتو | الألعاب البارا أمريكية السادسة ليما (2019) | تبعه سانتياغو |